# Un bouchon Un sourire
 (mars 2019).
Un bouchon Un sourire est une association française qui défend depuis 2000 les causes du développement durable et du handicap, grâce au travail d'un réseau d' « associations relais » réparties dans toute la France.
Son action consiste d'une part, à préserver l'environnement en organisant le recyclage de bouchons en plastique usagés. Et d'autre part à financer des projets au profit de personnes handicapées, grâce à la vente de matière plastique regénerée.

## Historique
Cette opération voit le jour en 2000, en France, à l’initiative d'Alain Maubert, directeur général d'une société spécialisée dans le recyclage de plastique. Il souhaite alors faire savoir que le plastique se recycle, et prend l’exemple d'un objet manipulé quotidiennement, le bouchon.
Au départ, l’opération a un but pédagogique. Il s’agit de faire connaître par une action à forte visibilité, notamment auprès des écoles, le métier du recyclage des matières plastiques, ainsi que l’intérêt pour notre environnement de nous mobiliser pour recycler les déchets produits par notre consommation.
Aujourd’hui, au-delà de son action pédagogique environnementale, 1 Bouchon 1 Sourire soutient financièrement des projets menés par des associations locales, dont l'objectif est de créer des liens de meilleure connaissance et de compréhension, entre personnes valides et invalides.

## Organisation
L'opération 1 Bouchon 1 Sourire est une chaîne de solidarité nationale. Elle se compose essentiellement de 3 groupes d'acteurs :
- Les associations relais sont le cœur de l'opération. Elles œuvrent toutes pour la cause du Handicap,adultes et enfants sous différentes formes et sont aujourd'hui une centaine[5]. Elles sont réparties dans presque tous les départements de France et sont liées à 1 Bouchon 1 Sourire par une convention de partenariat[6]. Leur rôle est d'organiser la collecte de bouchons sur une zone géographique choisie, de les trier, puis de les acheminer jusqu'à l'usine de recyclage pour les vendre. Elles utiliseront ensuite l'argent de la vente pour financer des projets au profit de personnes en situation de handicap au niveau local. Les associations réalisent également un travail pédagogique de sensibilisation dans les écoles. Elles interviennent dans les classes pour expliquer aux enfants l'intérêt du recyclage pour notre environnement, et du rapprochement entre invalides et valides.

- Les points de collecte sont le lieu où les foyers collecteurs peuvent venir déposer leurs bouchons. Leur réseau est créé et géré par les associations relais. Ces dernières mettent à leur disposition les supports nécessaires à la collecte, et effectuent un ramassage régulier des stocks de bouchons dans leurs locaux. Il pourra s'agir de collectivités locales, de commerces, d'entreprises ou encore du domicile de particuliers. La récolte y est effectuée au profit de l'association référente[7].

- Les foyers collecteurs ont été estimés à plus de 4 Millions en 2009. Leur action consiste à récolter tous les bouchons usagés de leur consommation personnelle, et à les déposer dans le point de collecte 1 Bouchon 1 Sourire le plus proche. Par un geste simple, les collecteurs permettent de redonner le sourire aux handicapés, et de préserver l'environnement. Tout le monde peut participer.

## Projets soutenus
D'un point de vue général, 1 Bouchon 1 Sourire soutient des projets permettant de renforcer les liens entre personnes handicapées et personnes valides. Les associations partenaires disposent d'une grande liberté dans le choix des aides qu'elles souhaitent apporter. En effet, l'opération souhaite pouvoir répondre à tous les types de besoins des handicapés. Le financement de matériel est certes beaucoup pratiqué, mais le sont tout autant l'organisation de rencontres culturelles, sportives ou l'aide à la recherche médicale.
1 Bouchon : 1 Sourire se concentre aussi beaucoup sur la mobilisation des enfants. D’une part parce qu’ils sont très impliqués dans la collecte des bouchons, d’autre part parce qu’ils représentent la première population à convaincre du bien-fondé de la préservation active de notre environnement, à travers le recyclage des objets plastiques non réutilisables en l’état.

## Quelques chiffres[9]
1 Bouchon 1 Sourire c'est:
- 90 associations partenaires
- 1300 tonnes de plastique produites en 2009 à partir de bouchons collectés
- 650 millions de bouchons recyclés en 2009
- 910 tonnes de pétrole économisées grâce au recyclage des bouchons en 2009
- 4 millions de foyers collecteurs en France
- 1 million d'euros reversés à des associations depuis 2000
- 42 centimes reversés pour 1000 bouchons recyclés (avec la tonne à 210 euros)